# 泪指轮传说 尤特娜英雄战记
《泪指轮传说 尤特娜英雄战记》是一款由Tirnanog公司制作、Enterbrain发行的戰略角色扮演遊戲。本游戏于2001年5月24日，在PlayStation平台上发行。
本作由火焰之纹章系列的创作者加贺昭三离开任天堂后建立的Tirnanog公司开发，剧情与火焰之纹章系列类似，角色设计与多拉基亚776同为广田麻由美。且加贺昭三在接受日本游戏杂志《Fami通》（2000年1月21日）采访时刻意将该作叙述为“与系列第一作《暗黑龙与光之剑》发生在同一年代的其他的世界发生的故事”、“第四个大陆”、“某变身系少年会在本作中登场（疑指于《火焰之纹章》初作登场的龙人族变身系少年谢利）”、“谜之吟游诗人将担任重要角色”等等与《火焰之纹章》存在世界观继承关系的作品，因而令部分玩家被误导认为该作为火焰之纹章系列的精神续作。本作还于PS2平台上推出了续作《泪指轮传说 ベルウィックサーガ》。
游戏在发行时，《Fami通》给予本游戏34/40的分数，游戏累计销量366,142本。